# Fragmentação feudal
Fragmentação feudal foi um período de enfraquecimento da autoridade central nos Estados feudais devido à descentralização de duração e efeito diferentes, devido ao fortalecimento dos grandes senhores feudais nas condições de organização senhorial do trabalho e do serviço militar.
Novas formações territoriais menores levavam uma existência quase independente, dominada pela agricultura de subsistência. O termo foi amplamente utilizado na historiografia soviética e parcialmente na historiografia marxista russa, e é usado em vários significados.

## Período dos apanágios
O termo é usado para denotar a era da existência dos apanágios e inclui todo o período desde a divisão do poder central (do primeiro em 843 - para o Império de Carlos Magno, do último em 1132 - para a antiga Rússia; não desde o aparecimento dos primeiros apanágios) no início do Estado feudal à extinção do último apanágio em um Estado centralizado (século XVI).